# Operação Primavera
Operação Primavera (em lituano: Operacija Vesna) foi uma ação levada a cabo pela União Soviética (URSS) em maio de 1948 com o objetivo de enfraquecer e eliminar completamente os grupos nacionalistas antissoviéticos no território da República Socialista Soviética da Lituânia.
A partir do início de 1948, os agentes de serviço de segurança criaram listas de pessoas destinadas ao deslocamento. A operação começou em 22 de maio de 1948 em Vilnus e Kaunas à meia-noite e no resto do país horas depois. A propriedade foi confiscada e os que deveriam ser deslocados tiveram uma hora para fazer as malas. Em seguida, eles foram levados para as estações ferroviárias e levados para o interior da URSS.
No final de 1948, estimava-se que um total de 47.534 pessoas foram deslocadas para trabalhar na taiga ou nas minas de carvão.